# Ceratocentron fesselii
Ceratocentron  es un género monotípico con  una única especie de orquídeas epifitas. Ceratocentron fesselii Senghas, es originaria de las Filipinas.

## Descripción
Es una especie de orquídea de pequeño tamaño que prefiere el clima cálido, es epifita monopodial.  Las hojas son muy coriáceas, obtusas de color verde oscuro, elípticas, se encuentran envolviendo el tallo. Florece  en una inflorescencia axilar, erecta, corta, con  2 a 4  flores  de 1 a 4 cm de longitud, a menudo tienen más de una inflorescencia. La floración se produce en el invierno.

## Distribución y hábitat
Se encuentra en Luzon, en Filipinas central en los bosques de montaña sobre los troncos de árboles en alturas de 1000 a 1200 metros.

## Taxonomía
Ceratocentron fesselii fue descrita por Johannes Jacobus Smith y publicado en Linnaea 41: 30. 1877.
Etimología
Ceraocentron: nombre genérico
fesselii: epíteto otorgado en honor de Fessel (Taxomonista y botánico alemán)
Sinónimos
- Tuberolabium calcaratum T.Hashim., Ann. Tsukuba Bot. Gard. 10: 33 (1991).

## Nota aclaratoria
1. ↑  La bibliografía utilizada para definir el nombre correcto y los sinónimos está en el sitio de Royal Botanic Gardens, Kew, y es la siguiente:
  - Govaerts, R. (1999). World Checklist of Seed Plants 3(1, 2a & 2b): 1-1532. Continental Publishing, Deurne.

  - Govaerts, R. (2003). World Checklist of Monocotyledons Database in ACCESS: 1-71827. The Board of Trustees of the Royal Botanic Gardens, Kew.